# Yucheng (Dezhou)
Koordinaten: 36° 56′ N, 116° 38′ O
Die Stadt Yucheng (chinesisch 禹城市, Pinyin Yǔchéng Shì) ist eine kreisfreie Stadt in der chinesischen Provinz Shandong. Sie gehört zum Verwaltungsgebiet der bezirksfreien Stadt Dezhou. Yucheng hat eine Fläche von 990,7 km² und zählt 490.031 Einwohner (Stand: Zensus 2010). Zeichnung rechts: Lage in der Volksrepublik China.

## Administrative Gliederung
Auf Gemeindeebene setzt sich die kreisfreie Stadt aus einem Straßenviertel, sieben Großgemeinden und drei Gemeinden zusammen. 